# Meuzac
Meuzac (Meusac en occitan) est une commune française située dans le département de la Haute-Vienne, en région Nouvelle-Aquitaine.
Ses habitants s'appellent les Meuzacois. Dans les textes anciens (cartulaires du XIe au XIIIe), dans les actes notariés à partir du XVIe, Meuzac se nomme Melzacho, Melzat. Le suffixe -ac ou -at vient de -acum. 

## Géographie

### Localisation

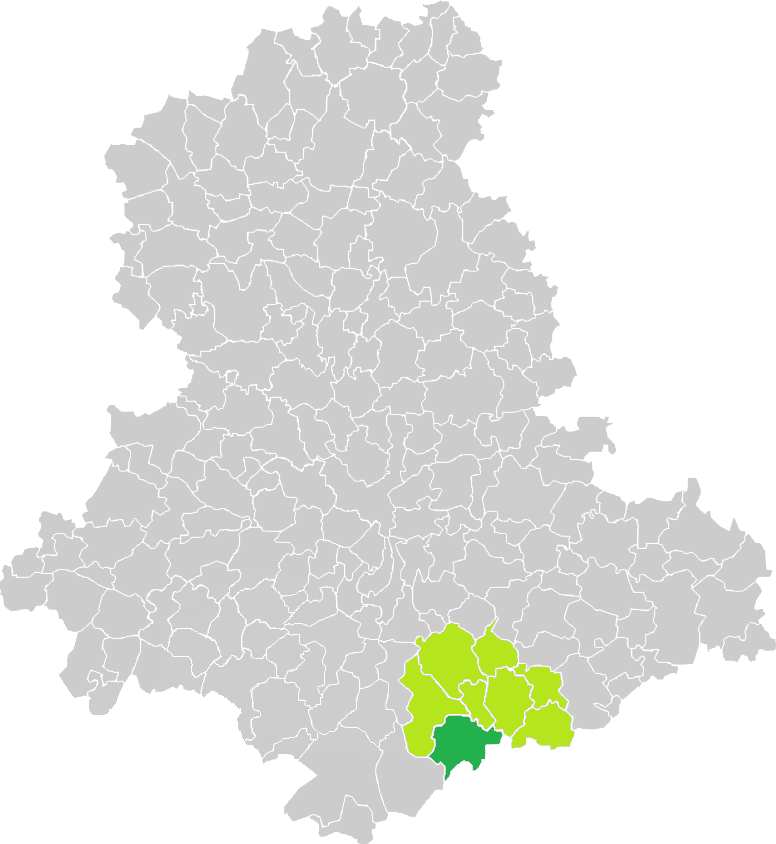
Situation de la commune de Meuzac en Haute-Vienne.

| Château-Chervix  | Magnac-Bourg         | Saint-Germain-les-Belles |
|                  | Meuzac               | Benayes (Corrèze)        |
| Coussac-Bonneval | Montgibaud (Corrèze) |                          |

### Géologie et relief
La commune se situe sur un socle granitique ancien (carrières de granite rose, dit « pierre de Meuzac »).
Présence d'affleurements de serpentine sur les landes du Cluzeau et de la Flotte (communes de Meuzac et de Château-Chervix).

### Hydrographie
La Boucheuse et son affluent le ruisseau de la Roubardie (bassin hydrographique de la Garonne), alimentent respectivement les deux principaux plans d'eau de la commune : l'étang de Forgeneuve et le lac de La Roche, dit aussi lac du Syndicat d'initiative.

### Climat
Pour des articles plus généraux, voir Climat de la Nouvelle-Aquitaine et Climat de la Haute-Vienne.
Historiquement, la commune est exposée à un climat océanique limousin.  
En 2020, Météo-France publie une typologie des climats de la France métropolitaine dans laquelle la commune est dans une zone de transition entre le climat océanique altéré et le climat de montagne et est dans la région climatique Ouest et nord-ouest du Massif Central, caractérisée par une pluviométrie annuelle de 900 à 1 500 mm, maximale en automne et en hiver.
Pour la période 1971-2000, la température annuelle moyenne est de 11,1 °C, avec une amplitude thermique annuelle de 14,9 °C. Le cumul annuel moyen de précipitations est de 1 147 mm, avec 12,9 jours de précipitations en janvier et 7,9 jours en juillet. Pour la période 1991-2020, la température moyenne annuelle observée sur la station météorologique la plus proche, située sur la commune de Saint-Germain-les-Belles à 8,02 km à vol d'oiseau, est de 11,2 °C et le cumul annuel moyen de précipitations est de 1 129,2 mm,. Pour l'avenir, les paramètres climatiques de la commune estimés pour 2050 selon différents scénarios d’émission de gaz à effet de serre sont consultables sur un site dédié publié par Météo-France en novembre 2022.

## Urbanisme

### Typologie
Au 1er janvier 2024, Meuzac est catégorisée commune rurale à habitat très dispersé, selon la nouvelle grille communale de densité à sept niveaux définie par l'Insee en 2022.
Elle est située hors unité urbaine. Par ailleurs la commune fait partie de l'aire d'attraction de Limoges, dont elle est une commune de la couronne,. Cette aire, qui regroupe 127 communes, est catégorisée dans les aires de 200 000 à moins de 700 000 habitants,.

### Occupation des sols
L'occupation des sols de la commune, telle qu'elle ressort de la base de données européenne d’occupation biophysique des sols Corine Land Cover (CLC), est marquée par l'importance des territoires agricoles (53,5 % en 2018), une proportion sensiblement équivalente à celle de 1990 (53,6 %). La répartition détaillée en 2018 est la suivante : 
forêts (42,1 %), zones agricoles hétérogènes (33,9 %), prairies (18,2 %), milieux à végétation arbustive et/ou herbacée (2,9 %), terres arables (1,4 %), zones urbanisées (1 %), eaux continentales (0,6 %). L'évolution de l’occupation des sols de la commune et de ses infrastructures peut être observée sur les différentes représentations cartographiques du territoire : la carte de Cassini (XVIIIe siècle), la carte d'état-major (1820-1866) et les cartes ou photos aériennes de l'IGN pour la période actuelle (1950 à aujourd'hui).

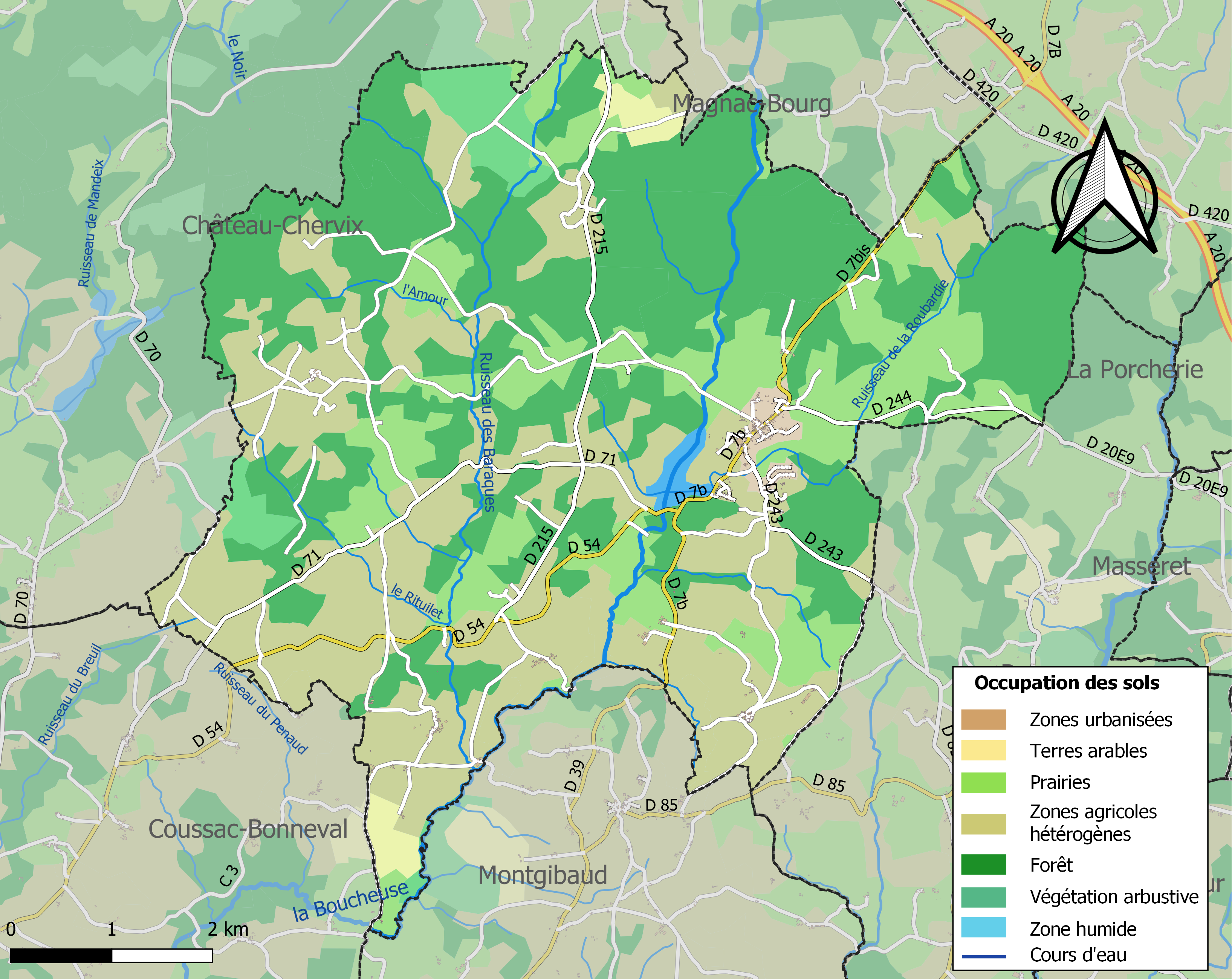
Carte des infrastructures et de l'occupation des sols de la commune en 2018 (CLC).

### Risques majeurs
Le territoire de la commune de Meuzac est vulnérable à différents aléas naturels : météorologiques (tempête, orage, neige, grand froid, canicule ou sécheresse) et séisme (sismicité très faible). Il est également exposé à un risque particulier : le risque de radon. Un site publié par le BRGM permet d'évaluer simplement et rapidement les risques d'un bien localisé soit par son adresse soit par le numéro de sa parcelle.

#### Risques naturels

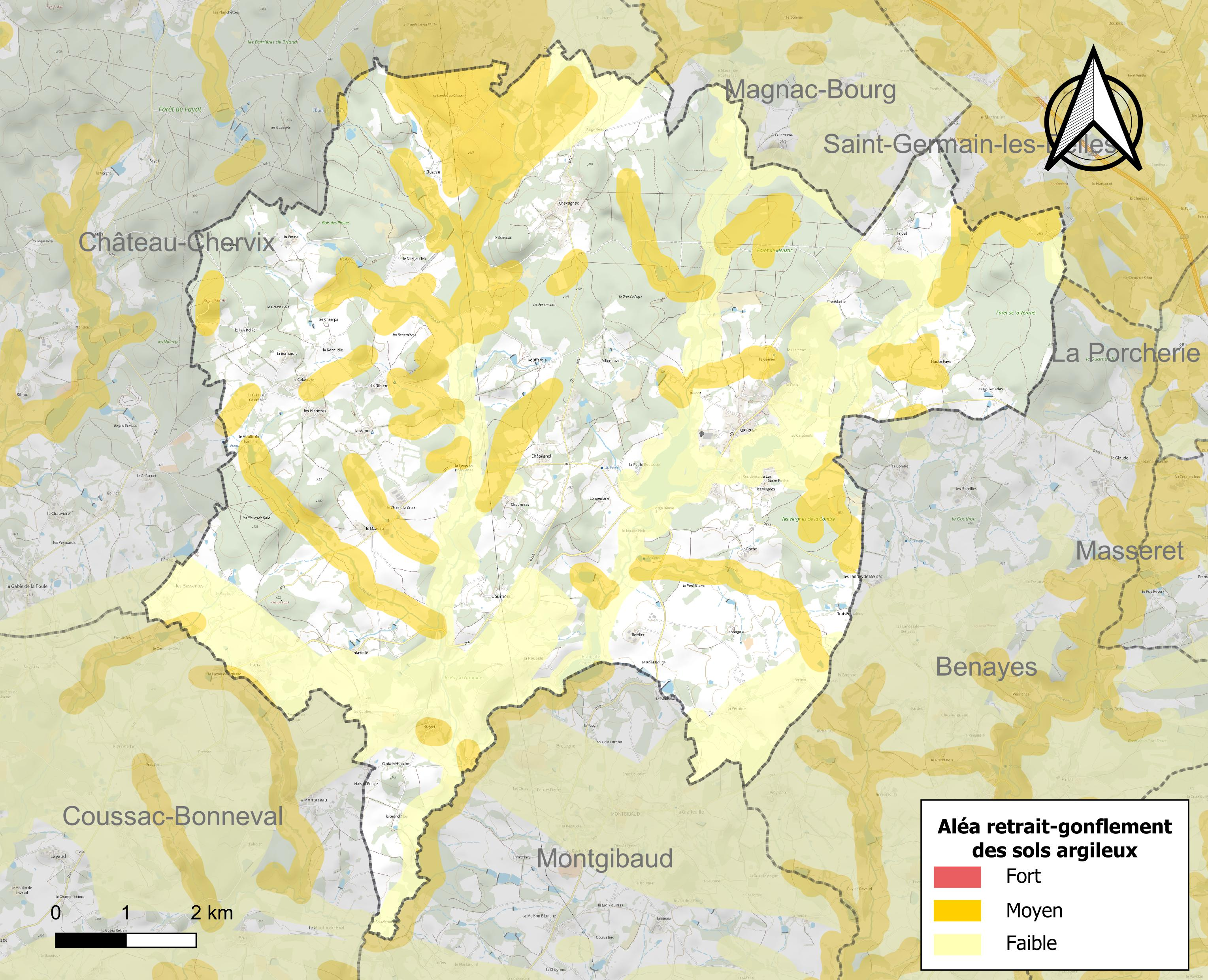
Carte des zones d'aléa retrait-gonflement des sols argileux de Meuzac.

Le retrait-gonflement des sols argileux est susceptible d'engendrer des dommages importants aux bâtiments en cas d’alternance de périodes de sécheresse et de pluie. 21,5 % de la superficie communale est en aléa moyen ou fort (27 % au niveau départemental et 48,5 % au niveau national métropolitain). Depuis le 1er octobre 2020, en application de la loi ÉLAN, différentes contraintes s'imposent aux vendeurs, maîtres d'ouvrages ou constructeurs de biens situés dans une zone classée en aléa moyen ou fort,.
La commune a été reconnue en état de catastrophe naturelle au titre des dommages causés par les inondations et coulées de boue survenues en 1982 et 1999, par la sécheresse en 2018 et par des mouvements de terrain en 1999.

#### Risque particulier
Dans plusieurs parties du territoire national, le radon, accumulé dans certains logements ou autres locaux, peut constituer une source significative d’exposition de la population aux rayonnements ionisants. Selon la classification de 2018, la commune de Meuzac est classée en zone 3, à savoir zone à potentiel radon significatif.

## Toponymie
Le nom de la localité est attesté sous les formes Melsac au XIe siècle, puis Mensac[réf. nécessaire]
Il s'agit d'une formation toponymique gallo-romaine en -acum, dont l'élément Meu- représente l'anthroponyme d'origine latine Meletius[réf. nécessaire].
Meuzac est la seule commune de France portant ce nom.

## Histoire

### Antiquité
Présence de vestiges préhistoriques, romains et gallo-romains. Au Ve siècle av. J.-C., les Gaulois Lémovices commencèrent à exploiter une demi-douzaine de mines d'or dans le nord de la commune actuelle, mines qui se situent, au sein du district minier de Saint-Yrieix-la-Perche. L’exploitation de ces mines a été arrêtée après la conquête romaine.
- Si vous ne connaissez pas le sujet, laissez ce bandeau (vous pouvez alors contacter les auteurs).
- Si vous supprimez le contenu mis en cause (vous pouvez préalablement contacter les auteurs),

argumentez précisément cette suppression dans la page de discussion
(un manque de référence n'est pas un argument ; une recherche réelle de référence doit avoir été effectuée, être formellement documentée).
L'origine du bourg est probablement due à l'exploitation de mines d'or (quartz et minéraux aurifères). Les quelques mines d'or, encore présentes au début du XXe siècle ont été abandonnées faute de rendement, et des sondages par carottage récents (années 1980) on démontré la non-viabilité économique de cette exploitation selon les méthodes actuelles.
Le relais de la viabilité économique du peuplement fut essentiellement dû aux activités agricoles et forestières : élevage, bois de châtaignier et petite polyculture vivrière, encore qu'on constate la présence ancienne d'activités artisanales (forges, tuileries).
Registre de l'existence d'une maison hospitalière. Une sentence arbitrale du 18 juin 1281 (AD23) est rendue par un certain Arnaud de Meuzac, curé de Saint-Sulpice-le-Dunois.
Cure sous le patronage de l'ancien archiprêtré de La Porcherie.
On trouve dans un document de 1605 : « Attestatoire du décès de divers habitants de Sorèze (...). Don du Roi : (...), de noble Guy de Bar, baron de Meuzac, pour son fils le sgr de Villemade, gentilhomme servant du roi. » On mentionne également « Guy de Bar, seigneur de Meuzac » comme témoin dans un testament présent aux archives départementales de Tarn-et-Garonne (série E, registre de Pierre Brandalac, 1591-1592, fº334).

### Paroisse de Meuzac et de ses villages duXesiècleà la Révolution
L'histoire de la paroisse de Meuzac et de ses villages du Xe siècle à la Révolution est connue grâce aux archives.

### Visite de l'église de Meuzac (4 juillet 2015) à l'occasion de la nuit des églises (association Narthex)
Trois caractéristiques font entrer Meuzac dans la catégorie des plus anciennes paroisses (selon M. Aubrun) : sa superficie, son vocable Saint-Pierre-en-ses-Liens employé aux VIe et VIIe siècles et sa cuve baptismale.
La paroisse de Meuzac fut créée pour répondre à deux besoins ; la volonté de l'Église de christianiser les campagnes limousines, de répondre à la progression démographique et surtout de pouvoir donner le baptême sur le lieu où les parents entendent la messe. Longtemps le Baptême fut un acte seulement pratiqué par l'évêque dans les grands baptistères au chef-lieu du diocèse (baptistère Saint-Jean à Limoges). Puis les prêtres furent autorisés à baptiser sous le contrôle de l'évêque. En créant de nouvelles paroisses, on fixa aussi les prêtres itinérants. (Le concile de Ver en 755 fixa les nouvelles règles).
Les baptistères étaient construits autour d'un bassin souvent hexagonal comme à Limoges où les futurs chrétiens s'immergeaient comme le Christ dans les eaux du Jourdain lors de son baptême par saint Jean le Baptiste. Les cuves baptismales dont furent dotées les paroisses et leurs églises VIIIe – IXe siècles ne permettaient que l'immersion complète des enfants.
Les premières cuves baptismales étaient en Limousin de simples bassins en granit non orné. La cuve baptismale de l'église de Meuzac est reléguée désormais dans le clocher construit à la fin du XIXe et à cette époque, elle est désignée comme un simple « bénitier ».
Cette cuve de forme cylindrique dut occuper une place centrale  dans l'église des premiers temps, elle mesure un mètre de diamètre sur 90 cm de hauteur. Un bassin circulaire est creusé dans le granit avec un orifice central permettant l'évacuation de l'eau. Elle est ornée d'une  frise géométrique très simple. Au début du XVIIIe, la cuve baptismale est désignée dans les textes administratifs comme une piscine ou un fonds baptismal. De par ses dimensions, elle est bien plus importante que celles de Vicq ou de Château. Une autre petite cuve ronde en granit brut  sert d'ornement à un pilier de clôture d'une maison bourgeoise de Meuzac construite non loin de l'ancienne chapelle Saint-Roch et de son cimetière.

#### Baptême par infusion
Le prêtre verse de l'eau bénite par trois fois sur la tête de l'enfant au-dessus d'une petite cuve, appelé fonds baptismal. Souvent l'ancienne cuve et la nouvelle subsiste côte à côte, c'est le cas dans l'église de Vicq-sur-Breuilh, même si la cuve baptismale est de dimensions moindres que celle de Meuzac. L'église de Salon-la-Tour possède une grande cuve baptismale ovale.
Bien sûr se pose la question de savoir quelle est la paroisse la plus ancienne, la paroisse mère : Meuzac, Vicq, Château-Hors-les-Murs ou l'ancienne paroisse de Chervix. Dans le recensement de M. Aubrun, Lubersac apparaît comme la plus ancienne paroisse proche de Meuzac. Alors Meuzac peut avoir été démantelée de la paroisse de Lubersac au VIIe siècle. De la paroisse de Meuzac sont issues territorialement la paroisse née de la chapelle féodale de Magnac, le prieuré-cure de Montgibeau dépendant de l'abbaye d'Aureil. Et se pose la question de la paroisse de Bré qui existe toujours au XVIIIe siècle, née de la chapelle castrale. Au XVIIIe, Bré est une baronnie et une paroisse qui dépendent de la famille de Pompadour. Sur un parchemin (XIIe), il est inscrit « capellana de Breno de Melzat »[réf. nécessaire].

### L'église romane de Meuzac

#### Avant 1868
Dès la proclamation de l'Empire de Napoléon 1er, des états des lieux de l'église et du presbytère font ressortir un grand délabrement de ces édifices. La municipalité n'aura de cesse pendant tout le XIXe d'obtenir le droit de s'imposer extraordinairement pour les réparer ou les reconstruire. Ces états des lieux accompagnés de croquis nous montrent l'église telle qu'elle était avant sa transformation à la fin du XIXe. La construction présente une façade triangulaire due aux  murs latéraux  formant des contreforts. Le clocher surmonte le chœur, il est appelé beffroi, il est surmonté d'une flèche et sa toiture est à six pans de type dit « limousin ». Le beffroi abrite une cloche.
La charpente de cette couverture sera à quatre eaux... Le point culminant au milieu de la couverture sera à 2,3 m en contre haut du cordon du clocher.
Dans un rapport  de la municipalité de 1810, il est noté que « la couverture de l'église qui est à pierre de taille est en partie écroulée »[réf. nécessaire]. Ce type de couverture dont le poids est important expliquerait les murs latéraux en forme de contrefort.
Un plan de l'église datant de 1854 montre une nef rectangulaire, un chœur semi circulaire, avec deux contreforts et deux absidioles extérieures  dans  lesquelles ont été pratiquées trois ouvertures pour recevoir les vitraux et éclairer le chœur. Le chœur est de style roman.
En 1867, le beffroi menace de s'écrouler. La municipalité ayant obtenu le droit de s'imposer extraordinairement va engager de grands travaux. Le cahier des charges établi par l'architecte confirme le style roman de l'église.
La couverture en pierres sur les voûtes du chœur autour du clocher sera démontée, les voûtes mises à nu et bien nettoyées, une chape de béton de 0,07 m d'épaisseur sera coulée, les pierres posées sur ces voûtes, avant de refaire les couvertures. Après que la seconde couche est sèche, on continue la couverture avec les pierres de la couverture actuelle en ayant soin que chaque pierre ait la pente voulue. Le beffroi est démoli en partie, la flèche et la cloche descendues avec précaution. La nouvelle toiture est à quatre pans.
Sur le devant de la façade, on construit un clocher qui abritera les cloches. Un clocher carré de 5,2 m de côté mesurés extérieurement, étant placé sur l'axe de l'église au milieu de la façade. Les murs du clocher auront 0,6 m d'épaisseur et s'élèveront jusqu'à 12,5 m au-dessus du pavé de l'église.
L'église actuelle possède deux clochers depuis les années 1860-1870, ce qui la singularise parmi les églises de la région. Son chœur dont l'architecture fut respectée par l'architecte et ses murs en forme de contrefort témoignent qu'elle est une église romane et que la première église fut construire afin de baptiser par immersion les enfants de la paroisse (cuve baptismale) et de recevoir les nouveaux chrétiens de la campagne alentour.

### Les origines
En ce qui concerne les origines de Meuzac, on peut retenir l'existence de villas gallo-romaines. Meuzac possède un suffixe en acum. Le castrum de Bré avait peut-être la même origine. Dans les donations, les miles de Bré font état de villae et de leurs bordaria. La villa de Selumnac est localisée « près du pont de Bré » (non loin du village de Royer). Or, à cet endroit se trouve une propriété Sauvignat dont les bâtiments sont très anciens, la cuisine est empierrée de galets provenant de La Boucheuse qui coule en contrebas. Le castrum de Bré est tout proche.
La paroisse de Meuzac figure parmi les plus anciennes paroisses du Limousin comme le prouvent son étendue, son vocable à Saint-Pierre-en-ses-Liens et l'imposante cuve baptismale qui se trouve dans l'église paroissiale.
L'état des fonds de 1749 recense les rentes ou cens dus par les villages de la paroisse aux seigneurs dont ils relevaient. Outre les villages actuels de la commune, étaient cités les villages de La Joubertie, La Faurie, La Vidalie, La Crocherie, qui de nos jours forment la commune de Montgibaud. Au XIXe siècle, après d'âpres querelles, la paroisse de Meuzac fut amputée des villages de Bourdelas, Caux, Duris, Rouffignac, Le Moulin de Rouffignac, La Villedieu. Le bourg même de Maignat (Magnac) dont la chapelle castrale est devenue l'église paroissiale était une succursale de la paroisse dont le curé était celui de Meuzac.
L'évêque de Limoges était le seigneur foncier de la plupart des tènements et manses qui ont donné les villages actuels. Dès les premiers temps de la chrétienté, les riches alleutiers donnèrent des terres au diocèse. Le domaine constitué par les terres et villages relevant des paroisses de Vic et de Meuzac formèrent la seigneurie de Magnac (peut-être cette seigneurie existait-elle en l'état lors de sa donation à l'évêché ?) fut donné en fief par l'évêque de Limoges aux PetraBuffiera dont le castrum s'élevait sur le bourg actuel de Pierre-Buffierre. La  tour seigneuriale de Maignat et ses dépendances se dressait dans le vieux bourg actuel de Magnac que le voyageur traverse en quittant l'autoroute A20 pour rejoindre la RN 20 (Magnac comme Bré ou Pierre-Buffière fut peut-être un castrum).
Le principe (littéralement le premier) de Bre (Breno), maître du castrum de Bre construit sur un piton rocheux dominant la Boucheuse, aux limites des communes de Coussac, Montgibaud et de Meuzac (dont le village de Royer est tout proche), était le seigneur foncier de plusieurs villages de la paroisse. Il les possédait en alleu (allodium), ils étaient libres de tous droits et de toutes charges. Les milites (soldats) du castrum étaient des alleutiers ou avaient reçu des terres en fief du principe de Bré. Le castrum de Bré au haut Moyen Âge a joué un rôle important dans l'histoire des terres et des villages de la paroisse. Aujourd'hui, le village de Bré a gardé des liens avec la commune de Meuzac. Ses habitants au XXe siècle se rendaient encore à pied par des chemins de traverse aux foires de Meuzac.
Dès l'an mil lors de donations aux abbayes de Solignac, d'Aureil, de Vigeois et d'Uzerche apparaissent les prénoms des principes de Breno et Pietrabuffiera et le nom de Melzat cité en l'an mil lors d'un don à solignac (silva de melzat). Ces donations furent particulièrement importantes lors des départs aux croisades des Breno, des Pietrabuffiera et de leur miles. Outre les maîtres de Bre et Pierrebuffiere et les membres de leur famille, les milites font aussi des dons ou servent de témoins lors de donations. Ce sont pour Bre les Curvo Salice, les Valensa (dont Pierre Valensa, moine chevalier de l'ordre de Saint-Jean de Jérusalem), les La Rasa, les du Dognon dont la tour s'élevait dans le village du même nom commune de Benayes. Lorsque Pierre Aimery de Bré donne à Aureil en 1147 des dîmes sur la paroisse de Meuzac, un Johannes de Melzat est présent. Le fait d'ajouter le nom d'un lieu à son prénom n'indique aucun signe de noblesse comme ce sera le cas plus tard mais indiquait le lieu où on vivait. Le nom de famille n'existait pas et les riches et les pauvres « se disaient » du nom de leur village ou de leur castrum. Lorsque le patronyme fut imposé, le nom de l'ancienne manse ou village où elles vivaient devint le nom de famille pour beaucoup de familles paysannes.
À Meuzac, nous avons ainsi les Royer, les Rouffignac. Les milites de Pierrebuffière et de Bre seront à l'origine des familles nobles de la région, pour Bre on peut citer les Bonneval, les Corbier et autres.

### La Celle du Cluzeau ordre de Grandmont. Le prieuré-cure de Montgibeaud. Les chapelles. Les ordres religieux
La Celle du Cluzeau relevant de l'abbaye et ordre de Grandmont bénéficia du même système de donations. L'ordre de Grandmont à Meuzac était le seigneur foncier de plusieurs villages sis sur les actuelles communes de Château-Chervix et Meuzac comme le Mas-Ribière devenue La Ribière (le mot mas rappelle que l'origine des villages actuels furent les manses (voir le village du Mazeau).
Autour du castrum de Bré les donations furent si importantes que l'abbaye d'Aureil créa un prieur-cure au lieu-dit de Montegibaldi ou Gibaudi (le mont gibbeux) vers le XIIIe siècle. Le prieur de Montgibaud, seigneur foncier tout comme les moines du Cluzeau acensa les manses et tènements qu'il possédait. Les terriers des abbayes  en conservent la trace. Du point de vue religieux, le prieuré de Montgibaud relevait de la paroisse et du curé de Meuzac. Au XVIIIe siècle le prieur est Christophe de Chimialle. Les villages du prieuré constituent en grande partie l'actuelle commune de Montgibaud.

#### Les chapelles
- La chapelle de Saint-Roch se situait près de l'actuel monument aux morts, la statue du saint qui se trouve dans l'église provient peut-être de la chapelle. Saint Roch était le saint guérisseur de la peste, il avait survécu à cette maladie. Au XVIIe siècle, le 16 août, une messe était dite en son nom et des confréries de Saint-Roch existaient, l'une à Meuzac, l'autre à Magnac, cette coexistence était là encore source de conflits. La fête de Saint-Roch qui avait lieu après les rudes travaux de la fenaison et des moissons donnait lieu à des réjouissances et elle est toujours la fête patronale de Meuzac.
- Une chapelle Sainte-Anne existait à Royer, une autre au Mas-Gondet aujourd'hui Mas-Gaudet, cette dernière aurait été la chapelle d'un couvent de filles rattachée à l'abbaye de Ligueil (Dordogne).

À la suite des donations du Moyen Âge, des villages comme Frioul (Freux ou Freul dans les cartulaires), Peyrelene, Haute-Faye (Alta Faya dans les cartulaires) bien qu'au XVIIIe siècle relevant de la fondalité des Lavergne de Benayes (successeur foncier des antiques Valensa) versaient des rentes à l'ordre de Saint-Jean de Jérusalem.
Un autre ordre contemporain de l'ordre hospitalier de Saint-Jean de Jérusalem (ils sont liés tous les deux à la terre sainte et aux croisades, à la garde des lieux saints de Jérusalem), l'ordre du Temple puis de Malte possédait une maison hospitalière à Chavagnac avec une chapelle et un cimetière. Une partie du village de Chavagnac relevait de la fondalité de cet ordre. La chapelle survécut à la disparition de la maison hospitalière, comme celle du Temple (commune de Vic), elle avait au XVIIIe siècle son propre prêtre qui était aussi celui de la chapelle du Temple et se trouvait encore en assez bon état. Les deux chapelles étaient au XVIIIe siècle la possession de la commanderie Sainte-Anne en Limousin.
Toutes ces chapelles et le monastère du Cluzeau ont disparu ou il n'en demeure que des pans de murs enfouis dans les bois ou les ronces.

### Les biens nationaux
Le premier messidor de la IVe année républicaine, le département de la Haute-Vienne vend à Jean Charaud domicilié à Meuzac le presbytère de la cure de Meuzac et ses dépendances, écurie, boulangerie et jardin. Le nommé Jean Charaud sera déchu de son titre de propriétaire en vertu de la loi du 22 ventôse de la même année.
Cette inscription au registre des biens nationaux de la Haute-Vienne confirme que le prieuré-cure de Montgibeaud était une dépendance de la cure de Meuzac. Le moulin avec la maison du meunier et les terres et ses biefs existent encore. Le lieu-dit se nomme le Moulin du Prieur.
Les religieuses du Chatenet possédaient la celle du Cluzeau et les fermes en dépendant.
En 1876, le curé de Meuzac Pierre Royer souhaite échanger deux prés, un taillis sis au village de Chavagnac contre des prés situés non loin du bourg de Meuzac. Ces terres selon le curé Royer relèveraient des possessions  de la fabrique de Meuzac. Ce projet est soumis à la Municipalité, au Préfet de la Haute-Vienne, à l'Évêque. Des recherches de titres de propriété sont effectués en vain. Un rapport est établi par le sous-préfet de Saint-Yrieix qui conclut que d'après la matrice cadastrale de Meuzac, ces biens seraient la propriété de la commune. Il s'agit en l'occurrence de la feuille C (Chavagnac) et des parcelles Nos 159,162,163. La parcelle 159 se nomme pré de la cure. Ces parcelles correspondent aux anciennes possessions de la Commanderie de Sainte-Anne et donc la chapelle de Chavagnac. (Ordre du Temple puis de Malte).

### Les familles nobles de Meuzac auXVIIesiècle[24]
Deux branches de famille noble, les Bonneval et les Jousselin, résidaient dans leur maison noble ou repaire de Mimolle et de la Boulessie. La branche des Jousselin, famille très nombreuse originaire de lieu noble de Lort commune de Glanges, était relativement pauvre, Pierre de Josselin s'intitulait sieur de La Boulessie et sa femme Juliette ou ses filles demoiselles de la Boulessie. De leur vivant le village et le tènement de la Boulessie relevait de la fondalité du prieur de Montgibaud. Il pourrait s'agir du lieu de La Bobaldia ou Boèsi cité dans les chartes. Le prieur de Montgibaud l'avait acensé aux Jousselin qui lui versaient le cens très communément appelé rente en Limousin. On dit que les terres étaient en censive.
Jehan de Bonneval, contemporain de Pierre Jousselin possédait des villages et des tènements en alleu comme le village de Courneix. Les autres villages et autres tènements qu'il possédait étaient des censives qu'il tenait des seigneurs de Magnac. Selon le vieux droit foncier du haut Moyen Âge, les Josselin et les Bonneval à leur tour donnait à perpétuité ces terres à des familles de paysans moyennant le paiement du cens, dans les actes on parle de métairies « perpétuelles » ou « intemporelles ». Les familles de paysan en héritaient, les vendaient, les échangeaient moyennant des droits de mutation versé au seigneur foncier qui était l'évêque de Limoges pour les terres relevant de la seigneurie de Magnac, l'ordre de Grandmont pour celles relevant de la celle du Cluzeau ou encore l'abbaye d'Aureil pour celles de la fondalité du prieur de Montgibaud.

### Les seigneurs de Magnac
Les origines de cette seigneurie qui englobait plusieurs villages de l'actuelle commune de Vic, quelques-uns de Glanges, une grande partie de ceux de la commune de Meuzac et tous ceux de l'actuelle commune de Magnac Bourg sont ignorées. Les premiers seigneurs étaient-ils des miles du castrum de Pierrebuffiere possédant leur propre donjon comme Pierre du Dognon miles de Bré ? Dès les premiers siècles, des alleutiers, riches gallo-romains, effectuaient des donations à l'évêque de Limoges pour constituer le fief presbytéral du diocèse. C'est certainement à la suite d'un tel don que l’évêque devint le seigneur foncier  et féodal de la baronnie de Magnac, la date et les circonstances en sont ignorées. L'évêque donna la baronnie en fief aux Petra Buffiera puis aux Salignac selon les lois de la Féodalité, allégeance, hommage. Ce sont les registres de l'évêché dit des hommages qui citent plusieurs hommages du Principe de Pierrebuffiere pour son château de Maignat.
Au XIXe siècle, la famille de Rohan n'ayant pas rendu l'hommage, l'évêque fit saisir la forêt de Magnac. La seigneurie passa dans plusieurs familles nobles, les PierreBuffière la vendirent aux Saint-Jal, et elle fut plusieurs fois donnée en dot aux filles des familles nobles.
Au milieu du XVIe siècle, Péronne de Salagnac fonde des vicairies en 1599 dans sa chapelle castrale où elle désire être inhumée. Son arrière-petite-fille Anne de La Guiche reçoit à son tour en dot la seigneurie de Magnac lors de son mariage avec le maréchal de Schombert, gouverneur du Languedoc. Veuve, elle se rend en 1639 en « son chasteau de Maignat » et le notaire Jean Lansade de Meuzac note par écrit les changements qu'elle apporte dans la gestion de ses biens et surtout prend acte avec une très grande précision de tous les travaux qu'elle va entreprendre pour créer une forge à fer dur et à fer mou au futur lieu de Forgeneuve qui prendra le nom de forge de la Roche car édifié sur le tènement de La Roche. Une autre forge à fer dur avait été créée en 1608 par Jehan de Bonneval et Pierre Josselin sur le tènement de Chabrenas.
La fille d'Anne de La Guiche, Jeanne-Armande, épousera Charles II de Rohan-Guéménée. Elle signe un acte concernant la forge « la duchesse de Montbazon ». Un de ses petits-fils, Louis-Constantin se rend au château de Magnac en 1729 pour remettre de l'ordre dans les affaires de la seigneurie. Il signe « le prince Louis-Constantin de Rohan ». La seigneurie sera démantelée en 1786, les terres et les droits seigneuriaux vendus pour faire face à la banqueroute de la branche aînée des Rohan, les Rohan-Guéménée. La forge de Forgeneuve sera vendue en 1791 à un sieur Toustain, originaire du Calvados et acheteur de bois pour la marine française. Les Toustain possèderont la forge, la forêt et d'autres villages jusqu'en 1905. La famille Toustain jouera un rôle important dans la commune de Meuzac. Un de ses membres en sera maire.

### Les curés connus auxXIIe,XVIIIeetXIXesiècles
Les curés de la paroisse qui figurent dans les actes ou les archives de l'evêché sont Jean Joussineau, de la famille des Joussineau de Fayat, François Lansade frère du notaire Jean Lansade et de Martialle Lansade épouse de Jean Burguet maître de forge à Forgeneuve, François Donnève Dubuisson, Pierre Royer.
Selon le registre des délibérations municipales de Meuzac conservé aux archives départementales de la Haute-Vienne, le 28 janvier 1790, le curé Pierre Reix fut élu maire avec 49 voix sur 99 bulletins.

### La famille des notaires Lansade

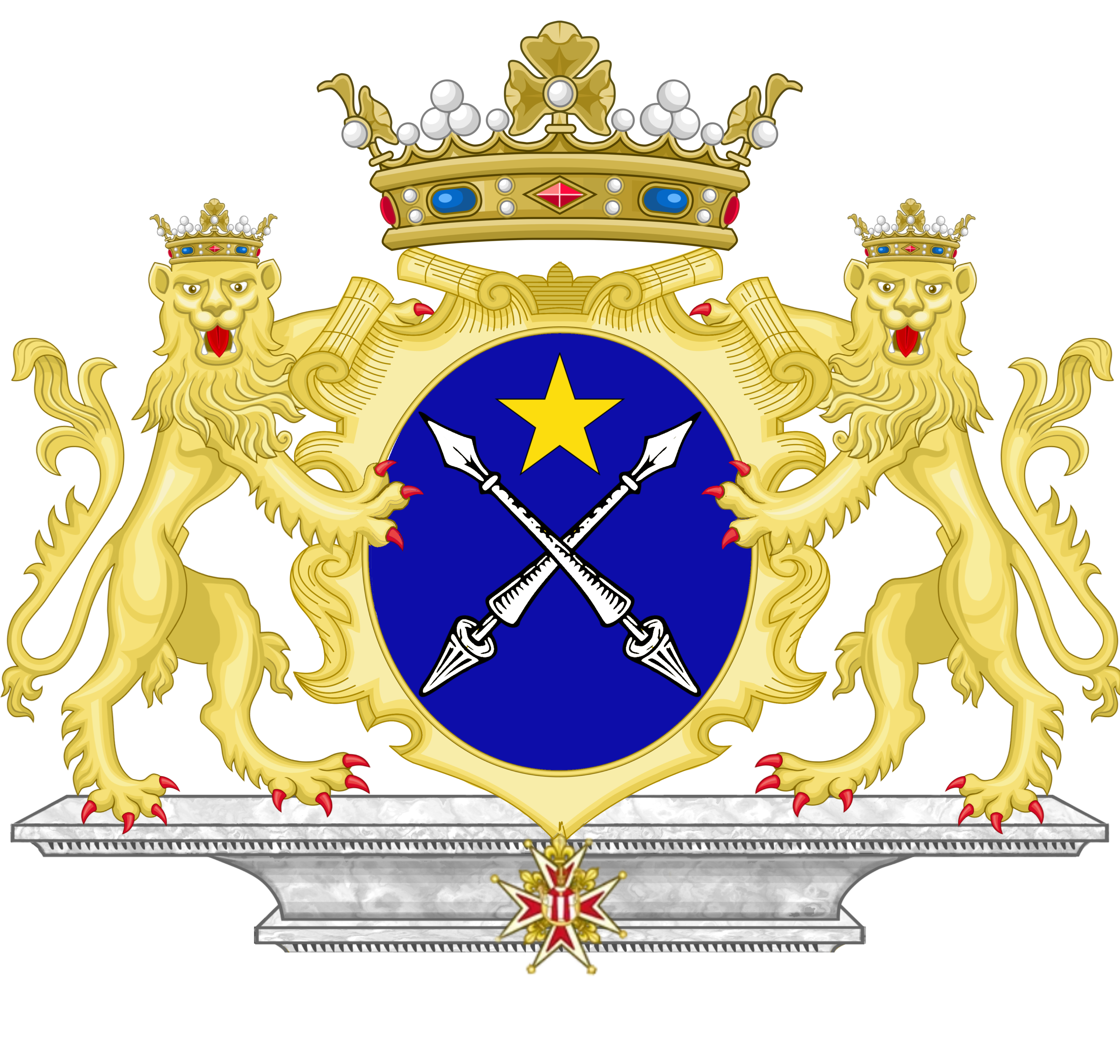
Blason complet des Lansade en tant que marquis.

Les premiers actes des notaires Lansade sont du milieu du XVIe siècle, trois générations de notaires se succéderont. Le fils de Jean Lansade notaire, Pierre Lansade devient avocat au parlement de Limoges puis receveur des tailles, il achète des droits de noblesse. Dominique Lansade gendarme du roi et Christophe Lansade receveur particulier des tailles à Brive résident dans cette ville. En 1777, les descendants des notaires ont vendu tous leurs biens à Meuzac, les domaines de Peyrelene et le moulin de la Roubardie (seigneur foncier Lavergne du saillant), Royer, le moulin de Royer, et leur maison familiale du bourg (sur la place maison de feu M. Boussely). Ces biens sont rachetés par le Sieur Brandy de Lepinatz qui sera maire de Meuzac, cousin germain par sa mère Martialle Lansade des vendeurs Jacques, Dominique et Anne-Marie de Lansade épouse Lavergne du Saillant.
Lors de la vente de la seigneurie de Magnac (1786-1791), Dominique de Lansade achète tous les droits seigneuriaux sur les villages dits de l'enclave de Meuzac.
En 1784, le dernier maître de forge François Devilher allié à la famille Burguet, ruiné, vend tous ses biens. Christophe Lansade achète les domaines de la Grande Boulessie, de Chataignol (trois métairies dites temporelles. Contrairement aux métairies intemporelles, elles étaient affermées pour une durée déterminée par contrat notarié et faisaient généralement partie de la réserve seigneuriale) et de Laps (métairie dite « temporelle » ainsi que la maison construite par Pierre Burguet dans le bourg de Meuzac au début XVIIIe siècle  avec son domaine. Son frère Dominique Lansade achète l'étang de Meuzac avec son plassage de moulin qu'il fait reconstruire. Les frères Lansade sont inquiétés pendant la Révolution, leurs biens sont saccagés, ils sont arrêtés puis relâchés.
Leur descendante Suzanne Dugriffolet vend tous ces domaines à partir de 1850. Ils sont rachetés par des petits propriétaires, des paysans de la commune ; ainsi la maison des maîtres de forge sur la place est vendue aux T... originaires de La Mendie. Elle est imitée par d'autres grands propriétaires. Ainsi prend fin à la fin du XIXe siècle à Meuzac le temps des grands propriétaires terriens qui avait commencé avec les alleutiers de Bré et les seigneurs fonciers religieux très présents à Meuzac.
Quant aux anciens biens des notaires Lansade rachetés par Les Brandy de Lespinatz dont une fille avait épousé un Josselin de la branche de Lort, ils passent par contrat de mariage aux Legrand puis aux Laporte et sont vendus à la fin du XIXe siècle.
De nos jours, on assiste au mouvement inverse, les exploitations agricoles - véritables entreprises- regroupent dans les mains d'une même famille, les terres d'un village entier ou de plusieurs petites propriétés non viables. Ces entrepreneurs agricoles sont souvent des descendants de petits tenanciers du Moyen Âge ou de métayers du XIXe siècle.

### Les familles et les titres de noblesse
Les Bonneval de la branche de Mimolle comme les Pierre-Buffière, les Salagnac (seigneurie de Magnac) étaient des nobles féodaux. Les Lansade étaient de la noblesse de robe. Pierre Lansade fils du notaire François Lansade acheta ses titres de noblesse au XVIIe siècle. Les titres sont conservés aux ADHV de Limoges. Ses descendants s'installèrent à Brive et s'allièrent à de riches familles comme les Cosnac.
On mentionne en effet, dans de nombreux nobiliaires et textes, des Lansade comme seigneurs de Meuzac. D'Hozier ou encore Froidefond, donnent ainsi le blasonnement des armoiries de François de Lansade de Royer (inhumé dans l'église de Meuzac) puis de François de Lansade, seigneur de Plagne, de la Nouaille, de Chaux, de Montet, de Jonquières, de Menzac, de Preissac, de Logerie, de Saint-Bonnet, de Chanat, co-seigneurie d'Allassac, de la Roche.
Les Lansade acquirent dès le XVIIe siècle d'importants domaines à Royer dont le moulin de Royer (dit aussi des Prêtres) et y firent édifier une importante demeure. Domminique et Christophe Lansade acquirent les  domaines relevant de la seigneurie de Magnac lors de la vente des biens Devilher, notamment la maison des Maîtres de forge sur la place et le Moulin de Meuzac (moulin relevant de la seigneurie de Magnac. La maison de leurs ancêtres notaires, la plus vieille maison du bourg (XVIIe) fut la résidence des Brandy de Lepinatz alliés aux Lansade par mariage. Elle devint par mariage la demeure des Josselin au XIXe siècle. Les descendantes des Josselin-Lepinatz s'allieront aux familles de commerçants qui monteront en puissance à la fin du XIXe. Mais leur descendance trop nombreuse les obligera à vendre leur héritage à la fin du XIXe. Ainsi, la famille B... acheta l'ancienne maison des notaires Lansade.
On retrouve plus tard, dans les archives des marquis de Cosnac, Dominique de Lansade, seigneur de Meuzac (Dominique de Lansade: º?, +1802, X Françoise Henriette de Cosnac par contrat du 27 décembre 1778).

### Les foires de Meuzac
Elles furent créées par arrêté municipal en 1868 au nombre de huit, elles se tenaient les 11 des mois de mars, avril, septembre et octobre et les 24 mai, les 25 juin, les 28 août. Les dates furent modifiées par arrêté municipal en 1876. Leur nombre fut ramené à sept et elles se tenaient les 27 des mois de janvier, février, mars, avril, octobre et novembre et le 28 décembre. Le foirail fut créé par un autre arrêté municipal en 1923 sur l'emplacement de l'ancien cimetière dit de Saint-Roch, le nouveau se situant  hors du bourg. De nos jours, les foires sont devenues de simples marchés qui se tiennent le quatrième lundi de chaque mois. La célèbre foire de Masseret existait déjà au XVIIIe siècle, elle avait lieu généralement les 2 de chaque mois, à la fin du XIXe siècle, les Meuzacois s'y rendaient en nombre, empruntant un chemin maintenant appelé « petite route de Masseret ». En 1876, elles se tenaient alors le 12 de chaque mois, le 29 août était la foire des ânes et des melons.

## Économie
- Usine Minerva Oil : site de fabrication de lubrifiant et conditionnement d'huile installé en 1934. Il est en partie détruit à la suite d'un incendie le 26 octobre 2017. Il y a alors une victime[26].

## Politique et administration
Cette liste est affichée à la mairie de Meuzac ; les étiquettes politiques ne sont pas mentionnées.
| Période                                  | Période      | Identité                | Étiquette | Qualité  |
| ---------------------------------------- | ------------ | ----------------------- | --------- | -------- |
| octobre 2020                             | En cours     | Guy Montet              | PS        |          |
| 2008                                     | octobre 2020 | Christian Redon-Sarrazy | PS        | Sénateur |
| 1995                                     | 2008         | Guy Montet              | PS        |          |
| 1977                                     | 1995         | Marcel Fargeas          |           |          |
| 1959                                     | 1977         | Léon Lebreau            |           |          |
| 1947                                     | 1959         | François Sarrazy        |           |          |
| 1944                                     | 1947         | François Pinaud         |           |          |
| 1941                                     | 1944         | Émile Jean Marie Picard |           |          |
| 1939                                     | 1941         | Léonard Queyraux        |           |          |
| 1929                                     | 1939         | Émile Jean Marie Picard |           |          |
| 1925                                     | 1929         | Léonard Queyraux        |           |          |
| 1907                                     | 1925         | Jean Fretille           |           |          |
| 1905                                     | 1907         | Marcel Montazaud        |           |          |
| Les données manquantes sont à compléter. |              |                         |           |          |

## Démographie
L'évolution du nombre d'habitants est connue à travers les recensements de la population effectués dans la commune depuis 1793. Pour les communes de moins de 10 000 habitants, une enquête de recensement portant sur toute la population est réalisée tous les cinq ans, les populations de référence des années intermédiaires étant quant à elles estimées par interpolation ou extrapolation. Pour la commune, le premier recensement exhaustif entrant dans le cadre du nouveau dispositif a été réalisé en 2008.

En 2022, la commune comptait 733 habitants, en évolution de +0,96 % par rapport à 2016 (Haute-Vienne : −0,68 %, France hors Mayotte : +2,11 %).
| 1793  | 1800  | 1806  | 1821 | 1831  | 1836  | 1841  | 1846  | 1851  |
| ----- | ----- | ----- | ---- | ----- | ----- | ----- | ----- | ----- |
| 1 742 | 1 473 | 1 485 | 967  | 1 032 | 1 123 | 1 187 | 1 333 | 1 246 |

| 1856  | 1861  | 1866  | 1872  | 1876  | 1881  | 1886  | 1891  | 1896  |
| ----- | ----- | ----- | ----- | ----- | ----- | ----- | ----- | ----- |
| 1 312 | 1 270 | 1 271 | 1 168 | 1 176 | 1 284 | 1 457 | 1 529 | 1 601 |

| 1901  | 1906  | 1911  | 1921  | 1926  | 1931  | 1936  | 1946  | 1954  |
| ----- | ----- | ----- | ----- | ----- | ----- | ----- | ----- | ----- |
| 1 609 | 1 619 | 1 656 | 1 534 | 1 366 | 1 374 | 1 356 | 1 257 | 1 147 |

| 1962  | 1968  | 1975  | 1982 | 1990 | 1999 | 2006 | 2008 | 2013 |
| ----- | ----- | ----- | ---- | ---- | ---- | ---- | ---- | ---- |
| 1 101 | 1 067 | 1 007 | 834  | 753  | 691  | 717  | 725  | 722  |

| 2018 | 2022 | - | - | - | - | - | - | - |
| ---- | ---- | - | - | - | - | - | - | - |
| 736  | 733  | - | - | - | - | - | - | - |

## Culture locale et patrimoine

### Lieux et monuments

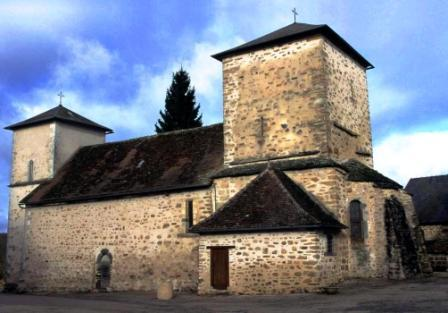
L'église.

- L'église Saint-Pierre-ès-Liens de Meuzac de style roman, remaniée au XVIIe siècle, dédiée à saint Pierre-ès-Liens, dont le chœur date du XIIe siècle (vraisemblablement le plus ancien chœur roman en Limousin), présente deux clochers carrés, fort originaux, l'un sur l'abside et l'autre sur le portail Ouest. L'église fut entièrement repensée et modifiée au XIXe siècle. Un croquis réalisé avant les travaux la représente avec une façade triangulaire percée d'une porte et sur le chœur s'élevait un clocher octogonal dont la flèche menaçait de tomber. Deux clochers carrés furent alors construits (série M. ADHV).
- Vestiges de prieuré de l'ordre de Grandmont (celle monacale de Clausellis) au village du Cluzeau. Rachetés par la commune de Meuzac, ils sont enfouis dans la végétation.
- Le lac de La Roche, construit et aménagé pendant le mandat de Léon Lebreau, est classé de première catégorie. Cet étang a été remis en eaux à l'endroit où existait l'ancien étang dit de Meuzac car construit sur le tènement de Meuzac et non de La Roche, il était avec son moulin propriété du seigneur de Magnac. En ruines lors de la vente de la seigneurie, il fut reconstruit à neuf par les frères Lansade, Christophe et Dominique, il fut l'objet de vandalisme sous la Révolution. La surface de cet étang était beaucoup plus importante.
- L'étang de Forgeneuve est un des hauts lieux du ski nautique en France. Cet étang fut construit par Anne de La Guiche, il s'appelait à l'origine l'estang neuf ou étang de La Roche. Il s'étendait sur le tènement de la Roche mais  aussi sur le tènement de la Boulessie (acte du notaire Lansade de 1639 signée en son château de Maignat par la haute et puissante dame Anne de La Guiche, seigneur de Maignat et autres places, veuve du maréchal de Schombert, gouverneur du Languedoc). Ce lieu riant de Forgeneuve n'existe que par la volonté d'une femme de créer une forge. La ferme du lieu de La Petite Boulessie qui fait pendant au village de La Grande Boulessie fut bâtie à l'initiative d'Anne de La Guiche pour son maître de forge sur le tènement de la Boulessie d'où son nom. La plus grande partie de la maison « bourgeoise » de Forgeneuve date de 1640, elle était la maison des maîtres de forge. Le moulin est l'ancienne forge et l'auberge la maison des forgerons.
- Les maisons les plus anciennes du bourg se trouvent sur la place, elles sont de la fin du XVIIe, début du XVIIIe : la maison des notaires Lansade avec ses épis de faîtage (maison de feu M. Boussely) la maison des maîtres de forge (maison de feue Mme Truchassou). Voir le paragraphe "histoire de la paroisse du Xe siècle à la Révolution). L'ancien presbytère reconstruit au XVIIIe siècle) se trouvait à l'emplacement du bureau de poste, la margelle du puits attenant est une ancienne table d'autel (série M ADHV).
- Tous les villages de la commune possèdent des maisons très anciennes avec leur toit à forte pente pour abriter les greniers à foin et à blé, ces toits sont propres à la région de Saint-Yrieix (voir depuis l'église, la maison et la grange qui furent la « maison noble de la Boulessie », dont une grande partie a disparu). Les villages de Royer et de Chavagnac ont conservé de très anciennes maisons.
- Le cimetière primitif se trouvait sur la place du village. Un second cimetière fut créé au XVIIIe siècle à l'emplacement actuel des terrains et constructions entre le monument aux morts et l'ancien lavoir. Proche de la chapelle Saint-Roch, il était dénommé cimetière de Saint-Roch. Son mur d'enceinte fut reconstruit au XIXe siècle, une partie subsiste reconnaissable à la partie supérieure construite en pointe et décrite ainsi dans les textes de la municipalité[34].

### Personnalités liées à la commune
- Paul Faucher (1898-1967), fondateur de la maison d’édition du Père Castor, s'est installé avec son équipe à Meuzac (Forgeneuve) pour poursuivre son projet d'édition, au moment de la Seconde Guerre mondiale.
- Jan dau Melhau (1948-), artiste occitan, qui a créé sa maison d'édition (Lo Chamin de Sent-Jaume) à Meuzac.

### Milieu associatif
- L'association des Amis du Père Castor aménage la « maison du Père Castor » dans le moulin de Forgeneuve sur le territoire de la commune.

## Pour approfondir